# الدوري التشيكوسلوفاكي 1963–64
الدوري التشيكوسلوفاكي 1963–64 هو الموسم 57 من الدوري التشيكوسلوفاكي ‏. أشرف على تنظيمه اتحاد جمهورية التشيك لكرة القدم، وكان عدد الأندية المشاركة فيه 14، وفاز فيه دوكلا براغ.